# Article 16 de la Convention européenne des droits de l'homme
L'article 16 de la Convention européenne des droits de l'homme protège le droit à l'activité politique pour les étrangers 

## Texte
Restrictions à l’activité politique des étrangers
Aucune des dispositions des articles 10, 11 et 14 ne peut être considérée comme interdisant aux Hautes Parties contractantes d’imposer des restrictions à l’activité politique des étrangers.
— Article 16 de la Convention européenne des droits de l'homme

## Restrictions possibles
Conditions de validité :